# Pteris dissitifolia
Pteris dissitifolia là một loài thực vật có mạch trong họ Pteridaceae. Loài này được Baker mô tả khoa học đầu tiên năm 1890.